# Gobernador General de las provincias del Báltico
El Gobernador General de las provincias del Báltico o Gobernador General de Estonia, Livonia, y Curlandia (en ruso: Генерал-губернатор Прибалтийского края) era el comandante militar del Distrito Militar de Riga y el más alto administrador de las Gobernaturas del Báltico de Estonia, Livonia y Curlandia esporádicamente bajo gobierno ruso en el siglo XIX.

## Lista de Gobernadores Generales rusos de las provincias Bálticas

### Gobernadores Generales de Riga
- Anikita Repnin (1710-1726) elegido por Pedro I de Rusia
- Peter Lacy (1729-1740)

### Gobernadores Generales de Livonia

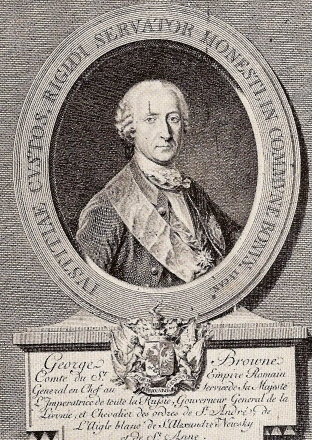
George Brown como Gobernador General de Livonia.

- Vladimir Petrovich Dolgoruky (1758-1761)[1]
- George Browne (1762-1791)
- Nicolás Repnin (1792-1796) como Gobernador General de Livonia y Estonia

### Gobernadores Generales de Livonia, Estonia y Curlandia en Riga
- Peter Ludwig von der Pahlen (1800-1801) Gobernador General de Curlandia desde 1795
- Sergei Fyodorovich Golitsyn (ru) (1801-1803)
- Friedrich Wilhelm von Buxhoeveden (1803-1807)
- Alexander Tormasov (1807)
- Friedrich Wilhelm von Buxhoeveden (1808-1810) como el Gobernador General de Livonia y Curlandia
- Dmitry Ivanovich Lobanov-Rostovsky (1810-1812)
- Filippo Paulucci (1812-1830)
- Carl Magnus von der Pahlen (ru) (1830-1845)
- Yevgeny Golovin (1845-1848)
- Alexander Arkadyevich Suvorov (1848-1861)
- Wilhelm Heinrich von Lieven (ru) (1861-1864)
- Pyotr Andreyevich Shuvalov (1864-1866)
- Johann Eduard von Baranoff (ru) (1866)
- Peter Albedinsky (ru) (1866-1870)
- Peter Bagrationi (1870-1876)